# Attert (commune)
Pour les articles homonymes, voir Attert.
Attert (prononcé /atεʁt/, en luxembourgeois Atert, en wallon Ater) est une commune francophone de Belgique située en Région wallonne dans la province de Luxembourg, ainsi qu’une localité où siège son administration.
La commune a la particularité d'avoir le nom de ses rues en français et en luxembourgeois ; elle fait d’ailleurs partie du Pays d'Arlon où le luxembourgeois est la langue vernaculaire traditionnelle.

## Toponymie
Dans le testament de la comtesse Ermesinde de l'an 1246, Attert est écrit Atterten. Dans une charte de l'an 1252, le comte Henri II de Luxembourg le nomma Atrenate.

## Géographie
La commune est délimitée à l'est par la frontière luxembourgeoise qui la sépare du canton de Capellen.
Elle se situe à la jonction de la Lorraine belge, au sud, (dont elle fait principalement partie) et de l'Ardenne, au nord. Géologiquement, cette transition du Jurassique (Lorraine) au Dévonien inférieur s’y fait par la partie centrale de son territoire d’origine triasique.
Le village est délimité à l'ouest par la route nationale N4. Il est traversé par l'Attert, une rivière prenant source dans la commune, s'écoulant vers l'est et le Luxembourg pour se jeter dans l'Alzette, faisant ainsi partie du bassin collecteur du Rhin.
Le parc naturel de la vallée de l'Attert est officiellement en place depuis 1994. C'est le troisième parc naturel installé en Région wallonne et le premier en province de Luxembourg.
|       | Martelange | Rambrouch (L) |
| Habay | Attert     | Ell (L)       |
|       | Arlon      | Beckerich (L) |

### Sections de la commune
| # | Nom        | Superf. (km²) | Habitants (2020) | Habitants par km² | Code INS |
| - | ---------- | ------------- | ---------------- | ----------------- | -------- |
| 1 | Attert     | 20,34         | 1.577            | 78                | 81003A   |
| 2 | Tontelange | 9,93          | 969              | 98                | 81003B   |
| 3 | Thiaumont  | 12,82         | 1.110            | 87                | 81003C   |
| 4 | Nobressart | 17,77         | 1.166            | 66                | 81003D   |
| 5 | Nothomb    | 10,22         | 824              | 81                | 81003E   |

### Localités
Chaque section comporte au moins deux localités :
- Attert (siège) : Grendel, Luxeroth, Post, Schadeck, Schockville :
- Nobressart : Almeroth, Heinstert :
- Nothomb : Parette, Rodenhoff :
- Thiaumont : Lischert :
- Tontelange : Metzert.

## Démographie

### Évolution démographique avant la fusion de 1977
- Source: DGS, 1831 à 1970=recensements population, 1976= habitants au 31 décembre
- 1843: Annexion du hameau de Parette (152 habitants)
- 1865: Scission de Tontelange (490 habitants)
- 1923: Scission de Nothomb et Parette (511 habitants)

### Évolution démographique de la commune fusionnée
En tenant compte des anciennes communes entraînées dans la fusion de communes de 1977, on peut dresser l'évolution suivante :
- Source: DGS , de 1831 à 1981=recensements population; à partir de 1990 = nombre d'habitants chaque 1 janvier[4]

## Histoire
À la fin de l'Ancien Régime, le village d'Attert était composé d'une vingtaine de maisons, d'un moulin et d'une église. Il ne possédait aucun commerce ni aucune industrie, si ce n'est un relais de la poste aux chevaux, sur la route Luxembourg-Bruxelles. Ce relais était, depuis trois générations au moins, aux mains de la famille Poncelet, originaire de Bastogne.
Constatant le succès rapide des frères Boch, produisant des faïences fines en territoire luxembourgeois, certains entrepreneurs décidèrent très vite d'investir également dans ce créneau. Ainsi, à la charnière entre 1779 et 1780, emmené par le peintre de faïence viennois Ignace Kryhuber, un groupe d'ouvriers quitte la faïencerie Boch, établie à Septfontaines, pour rejoindre Jean-Michel Poncelet à Attert. Ce dernier bénéficia des infrastructures familiales afin de concrétiser son projet de création d'une nouvelle faïencerie. Le 3 juin 1782, Jean-Michel Poncelet demande au gouvernement des Pays-Bas autrichiens une reconnaissance officielle par le biais d'un octroi. Ses prétentions démesurées et sa rivalité avec l'entreprise des frères Boch feront qu'il n'obtiendra pas de réponse favorable avant le 3 juillet 1784. L'entreprise développe sa production jusqu'en 1794, lorsque les troupes révolutionnaires françaises traversèrent et pillèrent Attert. Après cette date fatidique, la manufacture survit davantage qu'elle ne fonctionne. La production reprend par intermittences jusqu'en 1809, où elle disparaît.
Au cours de la Seconde Guerre mondiale, le 10 mai 1940, jour du déclenchement de la campagne des 18 jours, Attert est prise dans la matinée sans combats malgré la présence de plusieurs bunkers de l'armée belge, cependant vides, par les Allemands de la 10e Panzerdivision qui viennent de traverser le Luxembourg.

### Héraldique
|  | La commune possède des armoiries. Blasonnement : D’argent à la fasce ondée d’azur accompagnée de cinq trèfles de sinople, trois en chef et deux en pointe. - Délibération communale : 29 avril 1994. - Arrêté de l'exécutif de la communauté : 6 octobre 1994. |
|  | Drapeau d'Attert : blanc chargé d'une laize transversale ondée bleue, accompagnée de cinq trèfles, trois au-dessus et deux en dessous. DC 29 avril 1994 - AE 6 octobre 1994                                                                                    |

## Politique et administration

### Conseil et collège communal 2024-2030
Ci-dessous, le tableau des résultats des élections communales de 2024.
| Parti | Parti         | Voix (2024) | Voix (2018) | % (2024) | % (2018) | +/-   | Sièges  | +/-  | Collège |
| ----- | ------------- | ----------- | ----------- | -------- | -------- | ----- | ------- | ---- | ------- |
|       | AVENIR ATTERT | 1.371       | -           | 37,88%   | -        | 0.0 % | 6 / 17  | 6.0  | Non     |
|       | AE            | 2.248       | -           | 62,12%   | -        | 0.0 % | 11 / 17 | 11.0 | Oui     |
|       | ENSEMBLE      | -           | 3.403       | -        | 100,00%  | 0.0 % | - / 17  | 17.0 | Non     |
| Total | Total         | 3 619       | 3 403       | 100 %    | 100 %    |       | 17      |      |         |

| Collège communal  |                           |                   |
| ----------------- | ------------------------- | ----------------- |
| Bourgmestre       | Luc Quirynen              | Agissons Ensemble |
| 1er Échevine      | Amélie Antoine            | Agissons Ensemble |
| 2e Échevin        | Laurent Tesch             | Agissons Ensemble |
| 3e Échevin        | Henri Bettendorff         | Agissons Ensemble |
| 4e Échevine       | Wivine Gaul               | Agissons Ensemble |
| Président du CPAS | Christian Vandendriessche | Agissons Ensemble |

### Liste des bourgmestres depuis 1830
| Bourgmestre  | Mandat    | Liste                           |
| ------------ | --------- | ------------------------------- |
| Josy Arens   | 2007-2024 | cdH                             |
| Luc Quirynen | 2024-...  | Agissons Ensemble (Les Engagés) |

### Jumelages
Attert est jumelée avec:
- Taktaharkány (Hongrie) depuis le 26 septembre 2003
- Kruishoutem (Belgique) depuis le 30 avril 2004
- Bakałarzewo (Pologne) depuis le 29 avril 2005
- Bandundu (République démocratique du Congo)

### Sécurité et secours
La commune fait partie de la zone de police Arlon/Attert/Habay/Martelange pour les services de police, ainsi que de la zone de secours Luxembourg pour les services de pompiers. Le numéro d'appel unique pour ces services est le 112.

## Patrimoine et culture

### Patrimoine architectural

#### Eglise Saint-Étienne
L'ancienne église Saint-Étienne, classée comme monument depuis 1938, constitue un exemple rare en Wallonie d'église de type « église-halle ». Ses trois nefs basses d'égale hauteur sont coiffées d'une toiture unique d'ardoises. Elles sont couvertes de voûtes ogivales reposant sur des colonnes cylindriques à base octogonale. Les nefs de trois travées sont percées de baies en plein cintre, soulignées de contreforts. Le chœur d'une travée, ajoutée en 1773, est terminé par un chevet à trois pans. À l'ouest se détache une tour massive et aveugle, essentée sur deux faces et surmontée d'une flèche au profil particulier. Ce petit édifice de 1587 est construit en moellons de poudingue crépis et blanchis. Il est installé dans un cimetière qui conserve encore bon nombre de croix funéraires en schiste des XVIIIe et XIXe siècles, ainsi qu'un calvaire en calcaire de 1763, classé comme monument depuis 1991.
Voir aussi la liste du patrimoine immobilier classé d'Attert.

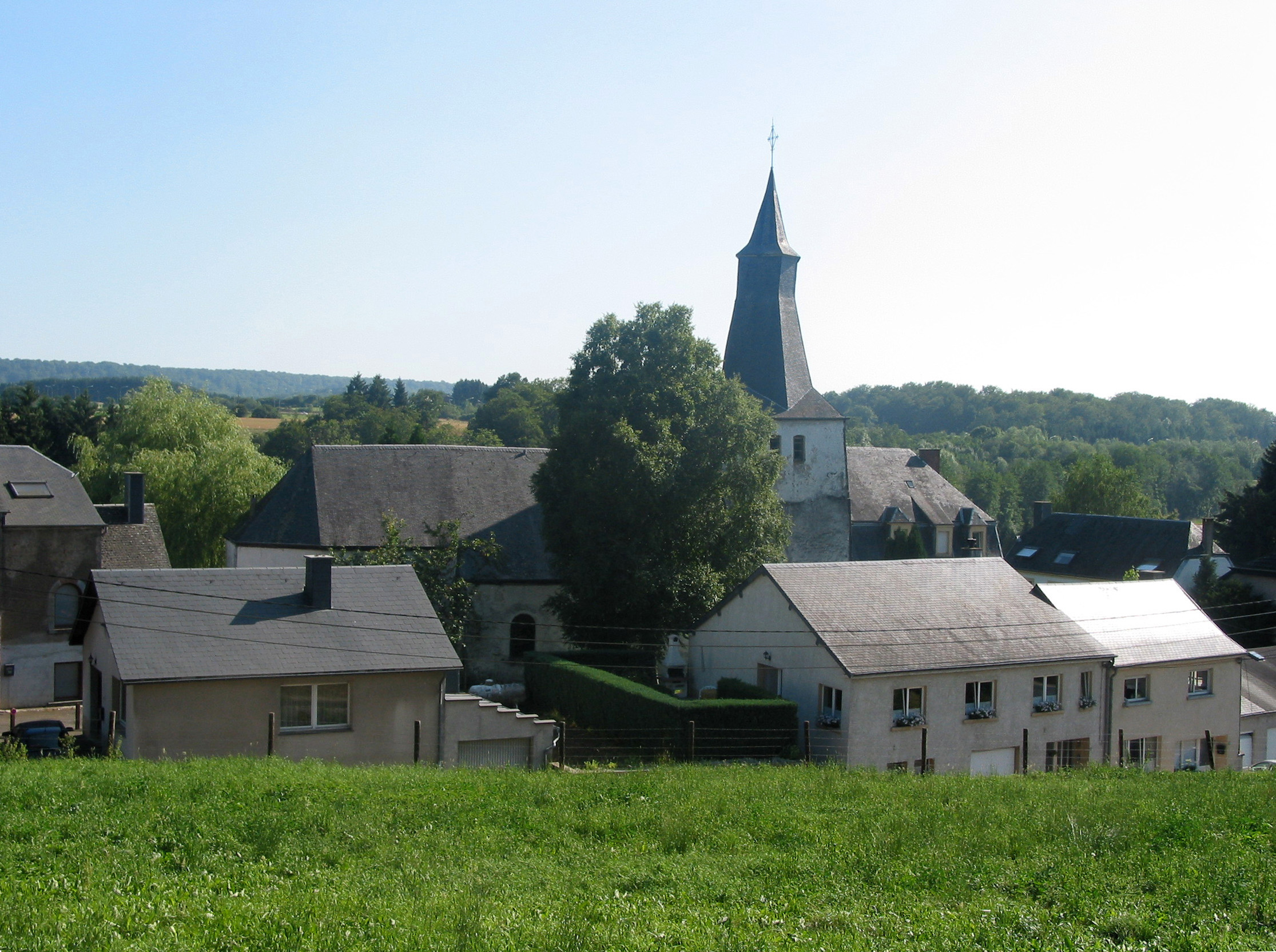
L’ancienne église Saint-Étienne.
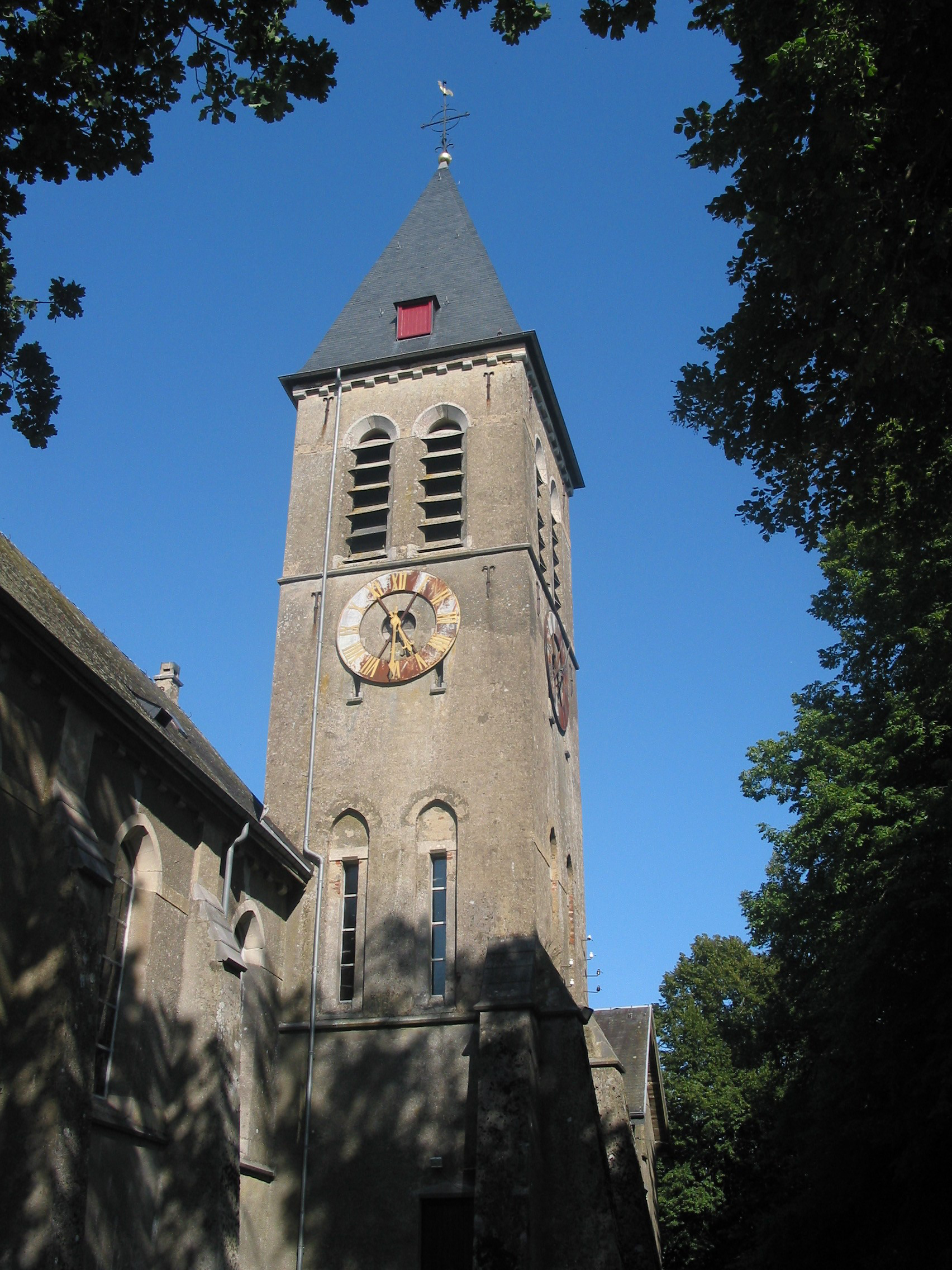
La nouvelle église Saint-Étienne.
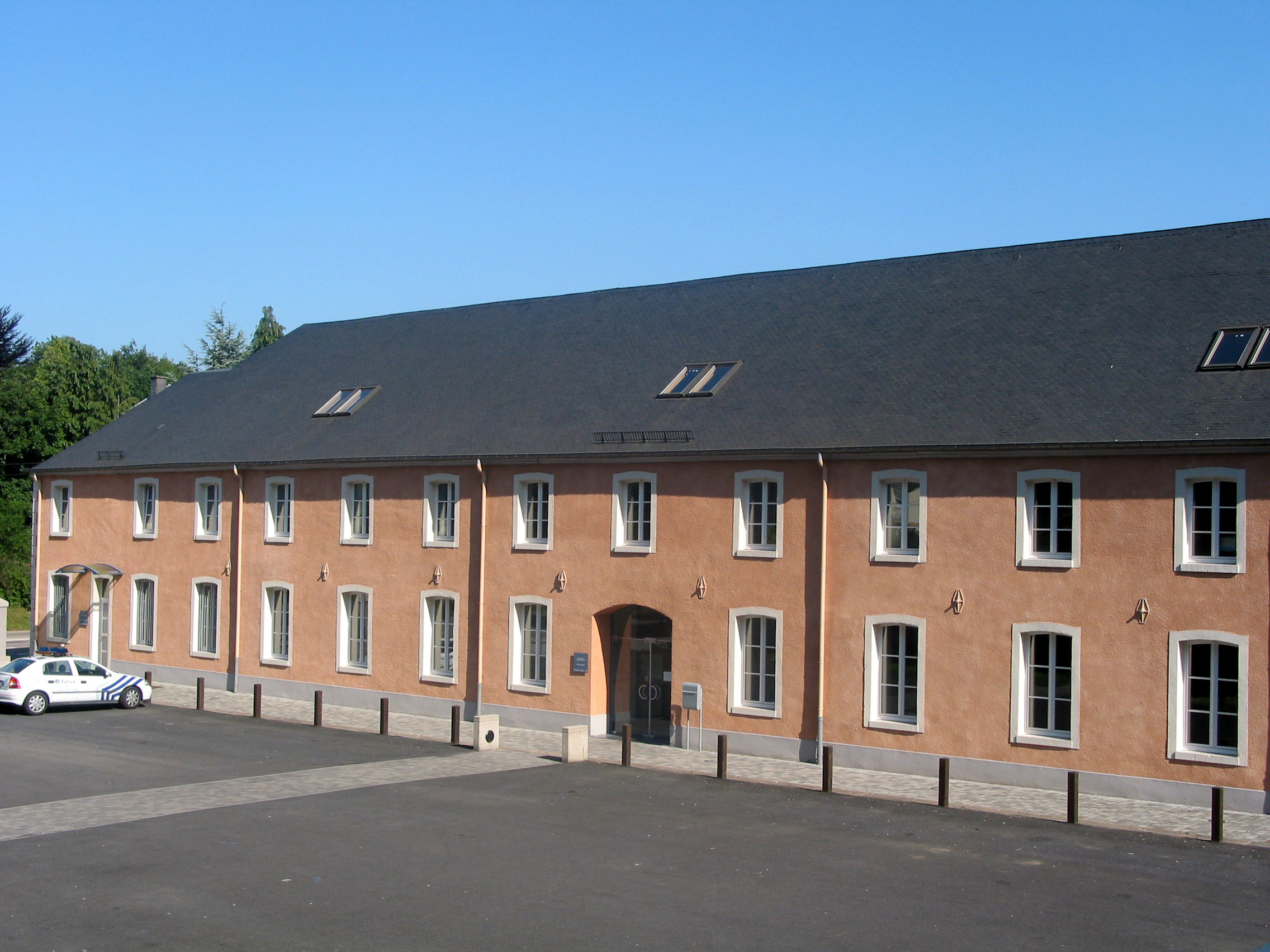
La maison communale.

### Culture
Harmonies : La Concordia de Heinstert, L'Aurore de Thiaumont.

## Anciennes cartes postales

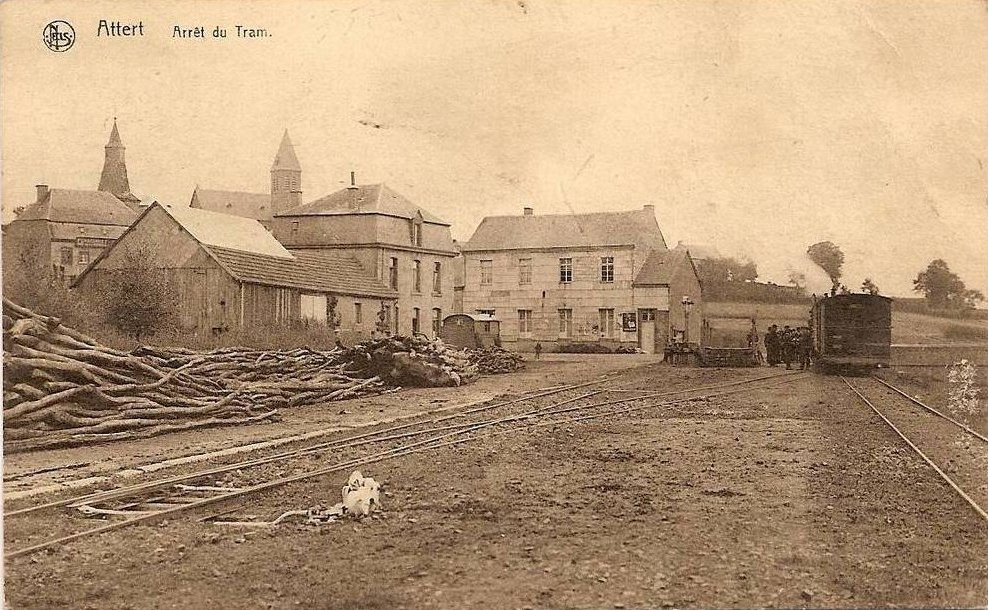
Arrêt du Tram.
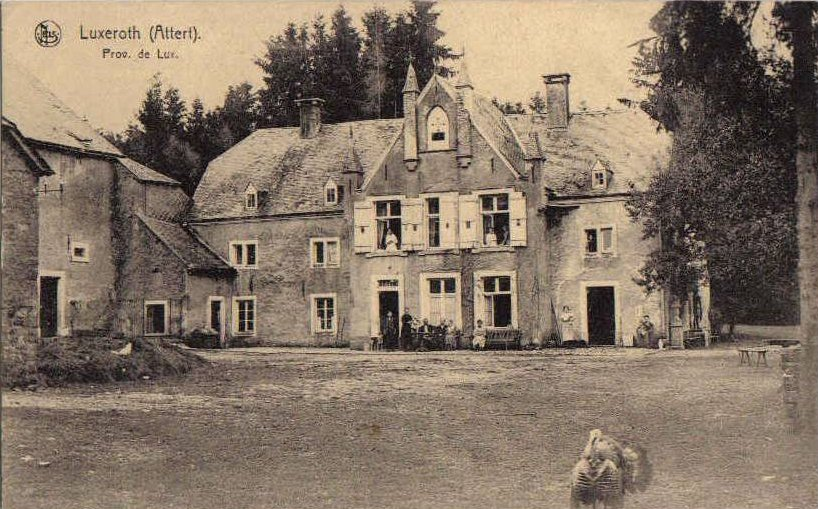
Luxeroth.

## Économie

### Transport
La commune est notamment desservie par le bus 1011 Liège - Bastogne - Arlon - Athus et par la ligne 3 Arlon-Martelange.

## Sport et vie associative

### Sport
Dans la commune d'Attert, il y a deux clubs de football : l'AS Nothomb-Post et le RSC Tontelange. L'AS Nothomb-Post évolue en 2e provinciale, l'équipe étant passée de la 3e à la 2e lors de la saison 2007–2008. Le RSC Tontelange est quant à lui toujours en 3e provinciale.